# Le Vertige (film, 1910)
Pour les articles homonymes, voir Le Vertige.
Pour plus de détails, voir Fiche technique et Distribution.
Le Vertige est un film muet français réalisé par Léonce Perret, sorti en 1910.

## Fiche technique
- Titre : Le Vertige
- Réalisation : Léonce Perret
- Scénario :
- Photographie :
- Société de production : Société des Etablissements L. Gaumont
- Pays d'origine :  France
- Format : Noir et blanc — 35 mm — 1,33:1 — Muet
- Genre :
- Métrage : 300 mètres
- Durée : 10 minutes
- Dates de sortie :
  -  France : 1910

## Distribution
- Léonce Perret : Docteur Ménard